# The Flame of the Yukon
The Flame of the Yukon (bra: A Chispa de Fogo) é um filme de drama mudo de 1917, estrelado por Dorothy Dalton e dirigido por Charles Miller. O filme foi produzido e distribuído pela Triangle Film Corporation.
Cópia do filme é preservada nos arquivos da Biblioteca do Congresso.
A história foi refilmada em 1926, com Seena Owen substituindo Dorothy Dalton no papel de Ethel Evans

## Elenco
- Dorothy Dalton - Ethel Evans
- Melbourne MacDowell - Black Jack Hovey
- Kenneth Harlan - George Fowler
- Margaret Thompson - Dolly
- William Fairbanks - George Fowler
- May Palmer - Senhora George Fowler